# How to Rock
How to Rock foi uma sitcom estadunidense criada por Jim O'Doherty e estrelada por Cymphonique Miller. A série estreou em 4 de janeiro de 2012, pela Nickelodeon nos Estados Unidos, conseguindo atrair 3.3 milhões de telespectadores para o canal. A série centra-se em Kacey Simon, uma adolescente que ver sua popularidade ir embora quando começa a usar óculos e aparelho nos dentes, além de se tornar vocalista da banda “Gravity 5”, que antes se chamava “Gravity 4”.
Em 26 de agosto de 2012, um dos produtores executivos da série, David M. Israel, anunciou através de seu Twitter, que a série não ganharia uma segunda temporada, com seu último episódio indo ao ar no final do ano, em 8 de dezembro. Seu último episódio conseguiu atrair 1.6 milhões de telespectadores, número bem abaixo do que a série estreou.
No Brasil, foi exibida entre 13 de janeiro a 15 de dezembro de 2014, pela Nickelodeon Brasil.
Foi adquirida pelo SBT, foi exibida entre 23 de abril a 29 de outubro de 2016, substituindo o seriado I Love Lucy  e sendo substituída pelo SBT Noticias, dentro do bloco Ataque de Risos,as 3h30 da manhã.
A série nunca foi exibida em Portugal por algum motivo.
How to Rock é a primeira série de televisão produzida pela Alloy Entertainment. Ela foi inspirada no livro How to Rock Braces and Glasses, de Meg Haston, publicado em 2011.

## Sinopse
Kacey Simon é uma adolescente que faz parte do grupo "The Perfs" junto com Molly Garfunkel e Grace King, as mais populares do colégio. Mas ela se vê perdida quando começa a usar óculos e aparelho nos dentes, e suas amigas dão as costas a ela. Quando fica sozinha e é alvo de chacota na escola, acaba sendo salva por Zander Robbins (Max Schneider), um integrante da banda “Gravity 4”, que junto com seus amigos Stevie Baskara, Nelson Baxter e Kevin Reed, formam a banda. É oferecido à Kacey o papel de vocalista da banda; embora ela hesite, ao fim acaba topando e fazendo parte, da agora “Gravity 5”. Só que isso acaba não terminando bem, quando Molly e Grace acabam se sentindo ameaçadas com a crescente popularidade da banda, e farão de tudo para acabar com ela, principalmente com Kacey.

## Elenco e personagens
- Kacey Simon (Cymphonique Miller) - Kacey é uma adolescente de 15 anos que é bonita, extremamente confiante e que não possui limites para estar no topo. Ela fazia parte do grupo mais popular da escola, as "The Perfs" juntamente com suas melhores amigas Molly e Grace, só que foi banida do mesmo, quando, além de começar a usar óculos e aparelho (deixando assim de ser "perfeita") vira a vocalista da banda Gravity 5 que é composta de pessoas "perdedoras" de acordo com as The Perfs. Quando ela passa a estar do lado dos "perdedores" ela passa a ver a vida de outro modo e começa a mudar algumas de suas atitudes.
- Molly Garfunkel (Samantha Boscarino) - A atual líder das The Perfs, é metida, esnobe, e possui as mesmas características da personalidade de Kacey; excetuando-se por um fato: Ela é má. E desde quando Kacey resolve abandonar as Perfs para se juntar ao Gravity 5 ela começa a fazer de tudo para acabar com a vida social de Kacey e sua banda.
- Zander Robbins (Max Schneider) - Zander é o novo aluno na escola e um dos musicos do Gravity 5. Ele é muito simpático e ajuda Kacey quando ela precisa, se tornando um dos melhores amigos dela. Também é um pouco narcisista, mas tem bom coração.
- Stevie Baskara (Lulu Antariksa) - Stevie é uma simples garota de 15 anos que é super pé-no-chão e que não se deixa iludir por besteiras. É o maior alvo de chacota das Perfs que a descrevem como "Perdedora-mor". Quando Kacey se junta ao Gravity 5, elas viram melhores amigas.
- Grace King (Halston Sage) - Grace faz parte das The Perfs e é a melhor amiga de Molly. Ela se junta a ela para destruir Kacey; mas acaba sendo desnecessária pois possui um raciocínio lento.
- Nelson Baxter (Noah Crawford) - É um integrante da banda Gravity 5, melhor amigo de Kevin Reed.
- Kevin Reed (Chris O'Neal) - É um integrante da banda Gravity 5, melhor amigo de Nelson. Não tem muita sorte com as garotas, além de ser um pouco atrapalhado.

## Dublagem brasileira
| Personagem | Dublador(a)       |
| ---------- | ----------------- |
| Kacey      | Jussara Marques   |
| Molly      | Cássia Bisceglia  |
| Zander     | Fábio Lucindo     |
| Stevie     | Luciana Milano    |
| Grace      | Priscila Ferreira |
| Nelson     | Bruno Mello       |
| Kevin      | Raphael Ferreira  |

## Antecedentes
A série é estrelada por Cymphonique Miller, filha do famoso rapper Master P e irmã do também rapper, ator e jogador de basquete Romeo Miller. A jovem, de 15 anos de idade, já havia participado de outros programas da Nickelodeon, como True Jackson, VP e Big Time Rush. Ela também já tinha começado na carreira de cantora, lançando pequenos EP's e mixtapes, até conseguir um contrato com a Sony/Columbia Records, parceira do canal Nickelodeon para o lançamento de músicas da série, como um futuro álbum de estúdio solo, com o selo de tais gravadoras. A série de comédia, teve as gravações iniciadas em agosto de 2011, até seu lançamento oficial em 4 de fevereiro de 2012, e é baseada no livro "How to Rock Braces and Glasses" de Meg Haston. Outros atores, já tinham alguma ligação com o canal Nickelodeon ou algum começo de atuação em séries de outros canais. Samantha Boscarino fazia Skyler, em um papel de suporte à Bridgit Mendler no seriado do Disney Channel Good Luck Charlie. Noah Crawford fez um papel de coadjuvante em um episódio de True Jackson, VP, da Nickelodeon. Max Schneider estará em um futuro filme, chamado "Rags" ao lado de Keke Palmer e Halston Sage apareceu em um episódio de Victorious, ambos também da Nickelodeon.

## Episódios
| Temporada | Temporada | Episódios | Exibição original      | Exibição original     | Exibição no Brasil    | Exibição no Brasil     |
| Temporada | Temporada | Episódios | Estréia da Temporada   | Final da Temporada    | Estréia da Temporada  | Final da Temporada     |
| --------- | --------- | --------- | ---------------------- | --------------------- | --------------------- | ---------------------- |
|           | 1         | 26        | 4 de fevereiro de 2012 | 8 de dezembro de 2012 | 13 de janeiro de 2014 | 15 de dezembro de 2014 |